# Кашино (платформа)
Кашино (рос. Кашино) — зупинний пункт/пасажирська платформа хордової лінії Митищі — Фрязево Ярославського напрямку Московської залізниці. Розташована у Ногінському районі Московської області.
Названа за селом Кашино Ногінського району.
Побудована в 1971 році разом з дільницею Моніно — Фрязево, що замкнула хордову лінію Митищі — Фрязево між Ярославським і Горьківським напрямками МЗ.
Є дві берегові платформи. Західна добудована у 2003 році. Не обладнана турнікетами.
Є проміжною для електропоїздів на Москву-Ярославську, що прямують зі станції Фрязево (12 пар).
Час руху від Москва-Пасажирська-Ярославська — близько 1 години 25 хвилин, від станції Фрязево — близько 20 хвилин.
Безпосередньо до платформи громадський транспорт не підходить, найближча зупинка — Кашино (1,5 км).